# ناتالي جيلمان
ناتالي جيلمان (بالإنجليزية: Natalie Gelman)‏ هي ملحنة ومغنية مؤلفة أمريكية، ولدت في 17 يوليو 1985.

## وصلات خارجية
- الموقع الرسمي
- ناتالي جيلمان على موقع ميوزك برينز (الإنجليزية)